# Río Albigasta
Río Albigasta är ett periodiskt vattendrag i Argentina. Det ligger i den norra delen av landet, 900 km nordväst om huvudstaden Buenos Aires.
I omgivningarna runt Río Albigasta växer i huvudsak lövfällande lövskog. Runt Río Albigasta är det mycket glesbefolkat, med 6 invånare per kvadratkilometer.